# フランシス・ホジキンス
フランシス・ホジキンス（Frances Mary Hodgkins、1869年4月28日 - 1947年5月13日）は、ニュージーランドの画家である。ヨーロッパで活動する期間が長かったが、ニュージーランドの近代絵画において重要な画家の一人とされる。

## 略歴
ニュージーランド南島のダニーデンにアマチュア画家の弁護士の娘に生まれた。姉のイザベラ（結婚してIsabel Field:1867-1950）とともに絵の才能を示し、画家となった。1890年にクライストチャーチとダニーデンで開かれた芸術協会の展覧会に風景と農村の風景の絵を出展した。1893年にイタリア生まれで、ダニーデンで美術学校の教師をしていたジローラモ・ネルリの弟子となり、多くの人物画の習作を行い、1895年にニュージーランド美術アカデミーの賞を受賞した。イギリスに留学する資金を得るために1年間、ダニーデンの美術学校の教師として働いた。
1901年に、ロンドンの美術学校に入学するためにニュージーランドを出た。ロンドンでニュージーランドの議員の娘で父親の遺産でヨーロッパで絵の勉強をしていたドーラ・リッチモンド（Dolla Richmond :1861–1935）と知り合い、2人はフランス、オランダ、イタリアに写生旅行した。1903年には別のニュージーランド出身の画家、マーガレット・ストッダート（1865–1934）とも知り合った。この時期の水彩画がイギリスの王立美術アカデミーに展示された最初のニュージーランド人画家の作品となった。
1903年にニュージーランドに戻り、ウェリントンに美術教室を開き、1904年にリッチモンドと共同展示会を開いた。この年イギリス人と婚約するが破談となり、1906年にホジキンスは再びロンドンに絵の修行のために移った。
1907年にロンドンのパターソン・ギャラリーで初めて個展を開き、1908年にパリに移った。1910年にパリの私立の有力な美術学校の一つ、アカデミー・コラロッシで最初の女性教師として採用された。水彩画の教室も開いた。この時期、アカデミー・コラロッシで学んでいたカナダ人のエミリー・カーと交流するようになった。
第一次世界大戦が始まるとイギリスのコーンウォールのZennorの資本家の息子でアマチュア画家の、モーリス卿（Cedric Morris）のもとでにしばらく滞在した。1915年頃から油絵を描くようになった。
戦後、パリに戻り、アンリ・マティスやアンドレ・ドランらのフォービズムの影響を受けた。1929年にロンドンの美術家グループ、"Seven and Five Society"（1919年に7人の画家と5人の彫刻家で発足し、当初は「秩序への回帰」の運動を唱えたが、1920年代中には抽象画を描く画家が参加するものに変わっていった）に加わった。その画風は抽象画の分野に移っていった。第二次世界大戦が始まった後、イギリスに住み、ドーチェスターで没した。

## 作品

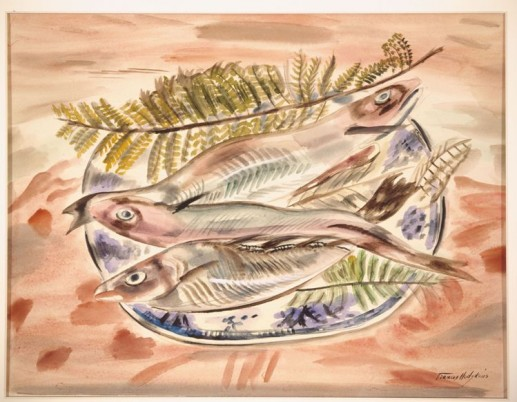
魚
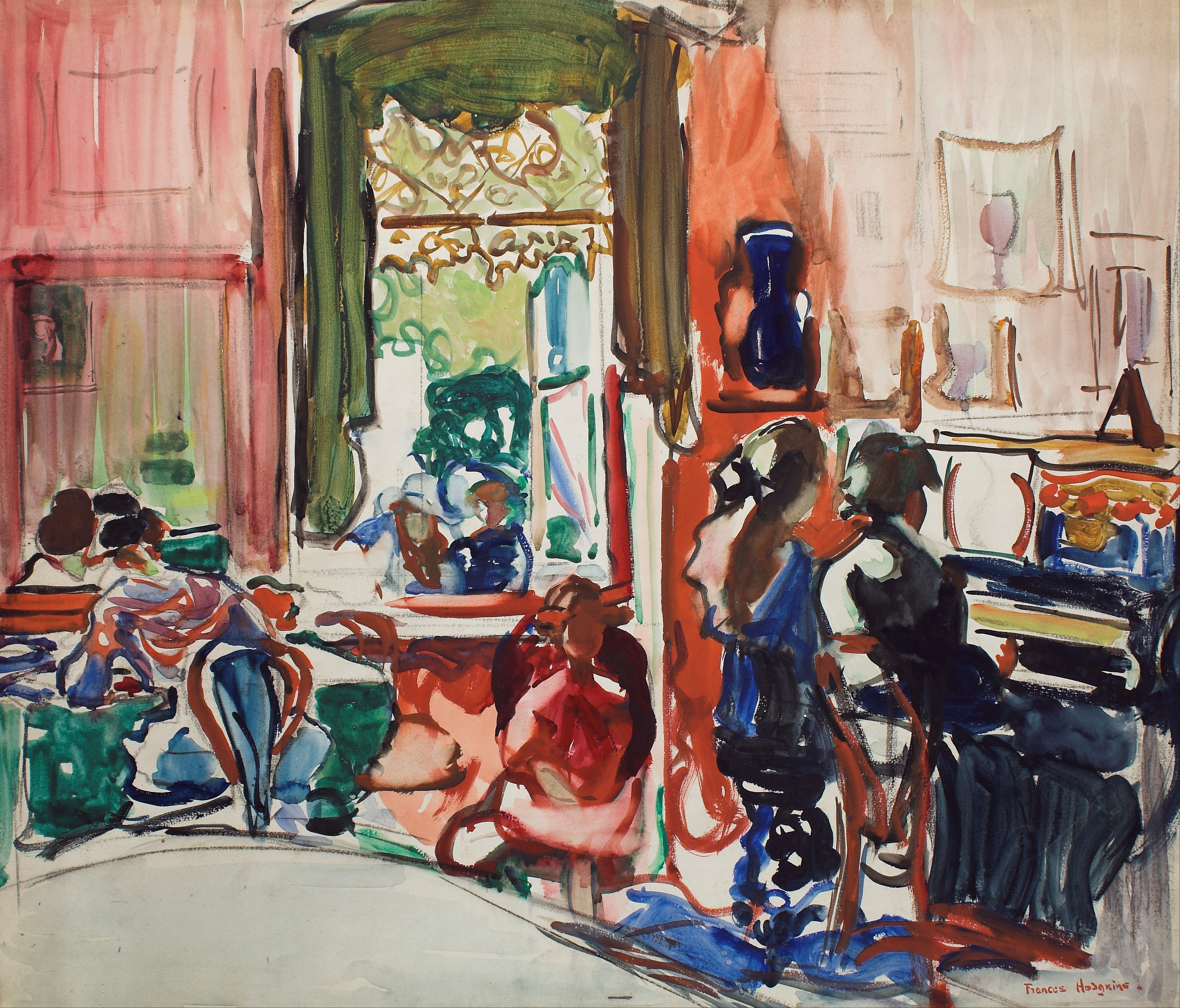
ピアノの練習
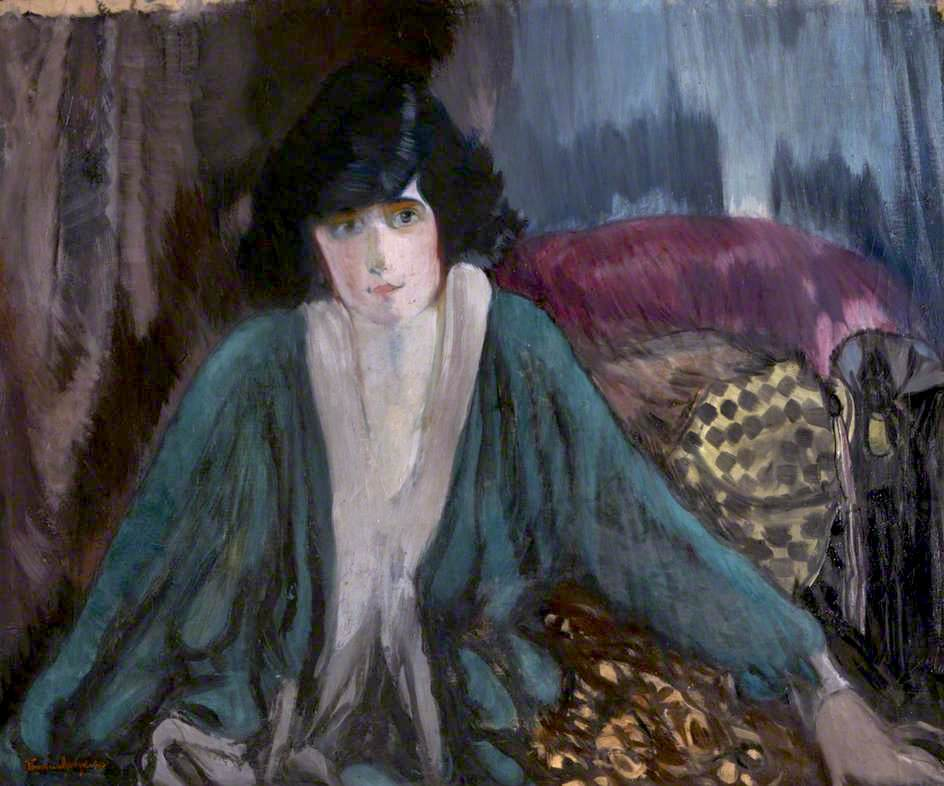
Mrs Hellyer
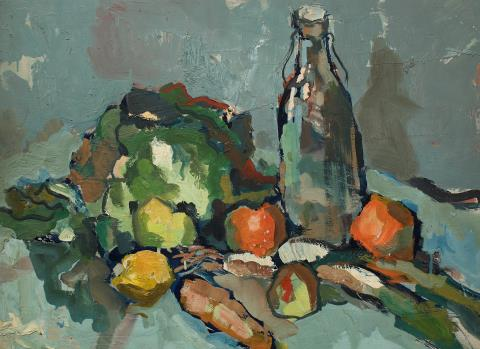
瓶のある静物画